# Мері Ворд
Мері Ворд (англ. Mary Ward; уроджена Кінг, 27 квітня 1827 — 31 серпня 1869) — ірландська натуралістка, астрономка, мікроскопістка, письменниця та ілюстраторка.

## Біографія
Мері Кінг народилася у Фербейні, графство Оффалі наймолодшою дитиною Генріха та Гарріетт Кінгів. Вона та її сестри, як і більшість дівчат того часу, навчалися вдома. Однак освіта в родині науковців мала свої відмінності: змалку Мері цікавилася природою, а у трирічному віці вже колекціонувала комах.
Мері була астрономкою-аматоркою, поділяючи своє захоплення зі кузеном Вільямом Парсонсом, відомим побудовою телескопа Парсонса «Левіафан», що залишався найбільшим у світі до 1917 року. Ескізи телескопа, зроблені Мері Ворд, використовувалися при його реконструкції у 1997 році.
За сприяння астронома Джеймса Саута, батько купив Мері мікроскоп. Вона самостійно вивчила доступну літературу про мікроскопію, необхідну для отримання фахових знань. Зі слонової кістки (скло було тяжко дістати) Мері виготовила власні предметні пластини. Також підготувала власні мікропрепарати. Мері Кінг виготовляла мікроскопічні препарати для фізика Девіда Брюстера, який часто використовував її рисунки у своїх книгах і статтях.
Університети та більшість наукових товариств не приймали жінок, але Ворд здобувала бажану інформацію всіма можливими методами. Вона часто писала вченим щодо їх публікацій. У 1848 році Вільям Парсонс був президентом Королівського товариства, тому візит до його будинку в Лондоні означав для Кінг можливість зустрітися із науковцями.
Мері Кінг була однією з трьох жінок (разом з Мері Сомервілль і королевою Вікторією), які мали поштову підписку Королівського астрономічного товариства.
6 грудня 1854 року Кінг взяла шлюб з Генрі Вордом зі Замку Ворд, графство Даун, в якому народила вісьмох дітей: трьох синів і п'ять доньок. Нащадками Мері Кінг є військовий кореспондент Едвард Ворд й акторка Лалла Ворд.

### Смерть
31 серпня 1869 року дослідниця з чоловіком їхали із Чарлзом Алджерноном, Річардом Клером Парсонсами та їх учителем у власноруч зібраній Парсонсами паровій машині. На повороті Мері Ворд викинуло з машини і вона потрапила під колеса. Смерть Мері Ворд вважається першим відомим випадком загибелі від наїзду автомобіля.
Мікроскоп, приладдя, мікропрепарати та книги Мері Ворд представлені на виставці у Замку Ворд, графство Даун.

## Публікації
Написавши свою першу книгу, «Ескізи за допомогою мікроскопа», Ворд не вірила, що хтось надрукує книгу жінки без вищої освіти. Вона самостійно видала 250 примірників і роздала кілька сотень рекламних листівок. Книга продавалася протягом декількох тижнів, що підштовхнуло лондонського видавця на ризик укласти контракт на майбутнє видання. Книга перевидавалася вісім разів з 1858 по 1880 роки під назвою «Світ чудес, відкритий мікроскопом». Ворд створювала ілюстрації до власних книг та статей і для інших вчених.

##### Книги
- A Windfall for the Microscope (1856)
- A World of Wonders, Revealed by the Microscope (1857)
- Entomology in Sport, and Entomology in Earnest (1857)
- Microscope Teachings (1864)
- Telescope Teachings (1859)